# Pueblo gamo
Los gamo son un grupo étnico que vive en Etiopía y que habla la lengua gamo, una lengua omótica. Viven en la región de Omo (en torno a Arba Minch), centrados en las colinas al oeste del lago Abaya, conocidas como Gamo Highlands (Tierras Altas de los Gamo), al este del valle del Rift, en el Cuerno de África. El gamo es uno de los dialectos de un mismo idioma que hablan más de un millón de personas (1.107.163 según el censo de 2007) y que tiene tres dialectos, el gamo, el gofa y el dawro. El gamo, a veces llamado gemu, lo utilizan medio millón de personas. Se parece mucho al wolaytta, el dorze, el koorte y el male, hablados en las regiones vecinas. 
Junto con los gofa, los gamo forman la provincia etíope de Gamu-Gofa y pertenecen en su mayoría al estado Naciones, Nacionalidades y Pueblos del Sur, una de las nueve regiones étnicas de Etiopía.

## Sociedad
Los gamo se organizan en pequeños grupos independientes dirigidos por una familia dominante. Que se sepa, nunca se han organizado como un estado, aunque se consideran diferentes a los demás pueblos.
Tradicionalmente, se han dedicado a la ganadería y en menor grado a la agricultura, pero las recientes sequías, que han reducido notablemente sus rebaños, les han obligado a adoptar otros medios de vida, como la artesanía.

## El paisaje
Las tierras altas de los gamo poseen una gran diversidad de plantas y animales en varios ecosistemas diferentes, desde las praderas alpinas hasta los bosques montanos siempre verdes en los que hay casi 800 especies de plantas y una rica población de pájaros. En las montañas Gughe hay incluso un raro bosque nativo de bambúes. El clima es fresco debido a la altitud y muy dependiente de los monzones. El cultivo de la tierra se realiza fertilizándolo cuidadosamente con el compost obtenido de los animales.

## Lugares sagrados
Las verdeantes colinas de los gamo están repletas de lugares sagrados, herencia de sus tradiciones animistas. Hay al menos 272 bosques sagrados a lo largo de corrientes de agua y en la cima de colinas, de ahí que se hable de las colinas sagradas de los gamo. Son los restos de un amplio bosque montano que contienen numerosas especies endémicas. En ellos se realizan ceremonias que simbolizan la unión del pasado con el futuro, se hacen sacrificios, sanaciones, rituales agrarios, se pide que llueva y que deje de llover. 
Tradicionalmente, el islam y el cristianismo han convivido en la región sin problemas, pero el crecimiento del fundamentalismo cristiano en la región ha provocado enfrentamientos pues la iglesia ortodoxa etíope y un nuevo pentecostalismo llamado Meserete Kristos hacen grandes esfuerzos de proselitismo y construyen iglesias en los bosques sagrados y en los aledaños, obligando a sus nuevos miembros a cortar árboles para demostrar su fe.